# 1º Reggimento "Granatieri di Sardegna"
Il 1º Reggimento "Granatieri di Sardegna" è un reggimento di fanteria dell'Esercito Italiano. Esso è inquadrato nella Brigata meccanizzata "Granatieri di Sardegna" ed ha sede a Roma, presso la caserma "M.d.O. A. Gandin" (nel luogo in cui è situato il forte Pietralata, presso l'omonimo quartiere di Roma).

## Genealogia
- Reggimento delle Guardie (Torino, sedi varie, 1659-1799)
- Reggimento "Guardie" (Torino, 1814-1815)
- Brigata "Guardie" (Torino, 1815-1816)
- Brigata "Granatieri Guardie" (Genova, Alessandria, Torino, 1816-1831)
- 1º Reggimento Granatieri (Brigata "Guardie") (Genova, Torino, 1831-1850)
- 1º Reggimento Granatieri (Brigata "Granatieri") (Novara, 1850-1852)
- 1º Reggimento Granatieri (Brigata "Granatieri di Sardegna") (Novara, sedi varie, 1852-1871)
- 1º Reggimento "Granatieri di Sardegna" (Roma, Velletri, Genova, 1871-1881)
- 1º Reggimento Granatieri (Brigata "Granatieri di Sardegna") (Genova, Modena, sedi varie, Roma, 1881-1926) (Motto: A me le guardie per l'onore di casa Savoia)
- 1º Reggimento "Granatieri di Sardegna" (Roma, 1926-1943; 1944; 1946-1976)
- 1º Battaglione Granatieri Meccanizzato "Assietta" (Roma, 1976-1992)
- 1º Reggimento "Granatieri di Sardegna" (Roma, 1992-) (Motto: A me le guardie!)

## Storia
Discende dalla Brigata Guardie costituita a seguito del riordino dell'Arma di Fanteria previsto dall'ordinamento del 25 ottobre 1831 e formata con il 1º Reggimento Granatieri (in vita dal 18 aprile 1659) ed il Reggimento Cacciatori (costituito il 13 luglio 1774). Con decreto 20 aprile 1850, la Brigata prende il nome di Brigata Granatieri, composta dal 1º e 2º Reggimento Granatieri conservando la precedenza sulle altre Brigate di Fanteria. Nel novembre 1852 la brigata ha assorbito le compagnie del disciolto Reggimento "Cacciatori di Sardegna", assumendo la denominazione di Brigata "Granatieri di Sardegna". Sciolta il 25 ottobre 1871, unitamente alle altre brigate permanenti, la brigata venne ricostituita il 2 gennaio 1881 con la precedente denominazione (Brigata "Granatieri di Sardegna") riunendo ancora il 1º e 2º Reggimento Granatieri. In esecuzione della legge 11 marzo 1926 sull'ordinamento dell'Esercito, che prevede la costituzione delle Brigate su tre reggimenti, inquadra anche il 3º Reggimento "Granatieri di Sardegna" (costituito il 1º dicembre 1926) e prende il nome di XXI Brigata di Fanteria. Assegnata, assieme al 13º Reggimento Artiglieria, alla 21ª Divisione Militare Territoriale di Roma a seguito del decreto 8 febbraio 1934 la Brigata diviene Divisione di Fanteria "Granatieri di Sardegna". Con la formazione delle divisioni binarie, nel 1939 la grande unità inquadra ancora il 1º e 2º Reggimento "Granatieri di Sardegna" ed il 13º Reggimento Artiglieria per Divisione di Fanteria ed aggiunge al proprio nominativo il numerico (21ª). L'8 settembre 1943, alla proclamazione dell'armistizio, la Divisione, che è alle dipendenze del Corpo d'Armata Motocorazzato, ha le proprie unità schierate nella zona sud di Roma, a protezione delle vie d'accesso alla Capitale. La reazione agli attacchi portati dalle forze tedesche si sviluppa particolarmente a cavallo della via Ostiense ed ha termine solo la sera del 10 settembre 1943, data sotto la quale la Divisione viene considerata sciolta. Il 15 maggio 1944 è nuovamente in vita, in Sardegna, quale Divisione Granatieri, per trasformazione del Raggruppamento Granatieri. È costituita da 1º e 2º Reggimento Granatieri, dal 32º e 132º Reggimento Fanteria Carrista, dal 553º e 548º Reggimento Artiglieria (quest'ultimo sostituito il successivo 14 luglio dal 507º Reggimento, formato per trasformazione del 7º Reggimento di C.A.), dalla 205ª compagnia mista del genio e da elementi dei servizi. Nella prima decade di agosto i due reggimenti granatieri sono inviati sul continente e passano alle dipendenze della Divisione "Friuli". Con il personale della divisione, sciolta in data 31 agosto dello stesso 1944, vengono formati il 1º e 2º Reggimento Guardie mentre aliquote di personale qualificato sono cedute alla Divisione "Cremona".
La grande unità viene ricostituita il 1º aprile 1948 in Roma quale Divisione di Fanteria "Granatieri di Sardegna" con il 1º Reggimento Granatieri, il 17º Reggimento Fanteria "Acqui", il 13º Reggimento Artiglieria da Campagna ai quali si uniscono nel 1951 un Battaglione Genio Pionieri e nel 1959 il 1º Reggimento Bersaglieri Corazzato; tale rimane sino al 1º novembre 1976 allorché, nel quadro della ristrutturazione dell'Esercito viene contratta a Brigata Meccanizzata "Granatieri di Sardegna" e nella stessa confluiscono varie unità che danno vita ai Battaglioni Granatieri 1° "Assietta", 2° "Cengio" e 3° "Guardie", al 1º Battaglione Bersaglieri "La Marmora", al 6º Battaglione Carri "M.O. Scapuzzi", al 13º Gruppo Artiglieria da Campagna "Magliana" ed al Battaglione Logistico "Granatieri di Sardegna". Ne fanno parte anche il Reparto Comando e Trasmissioni ed una compagnia controcarri.

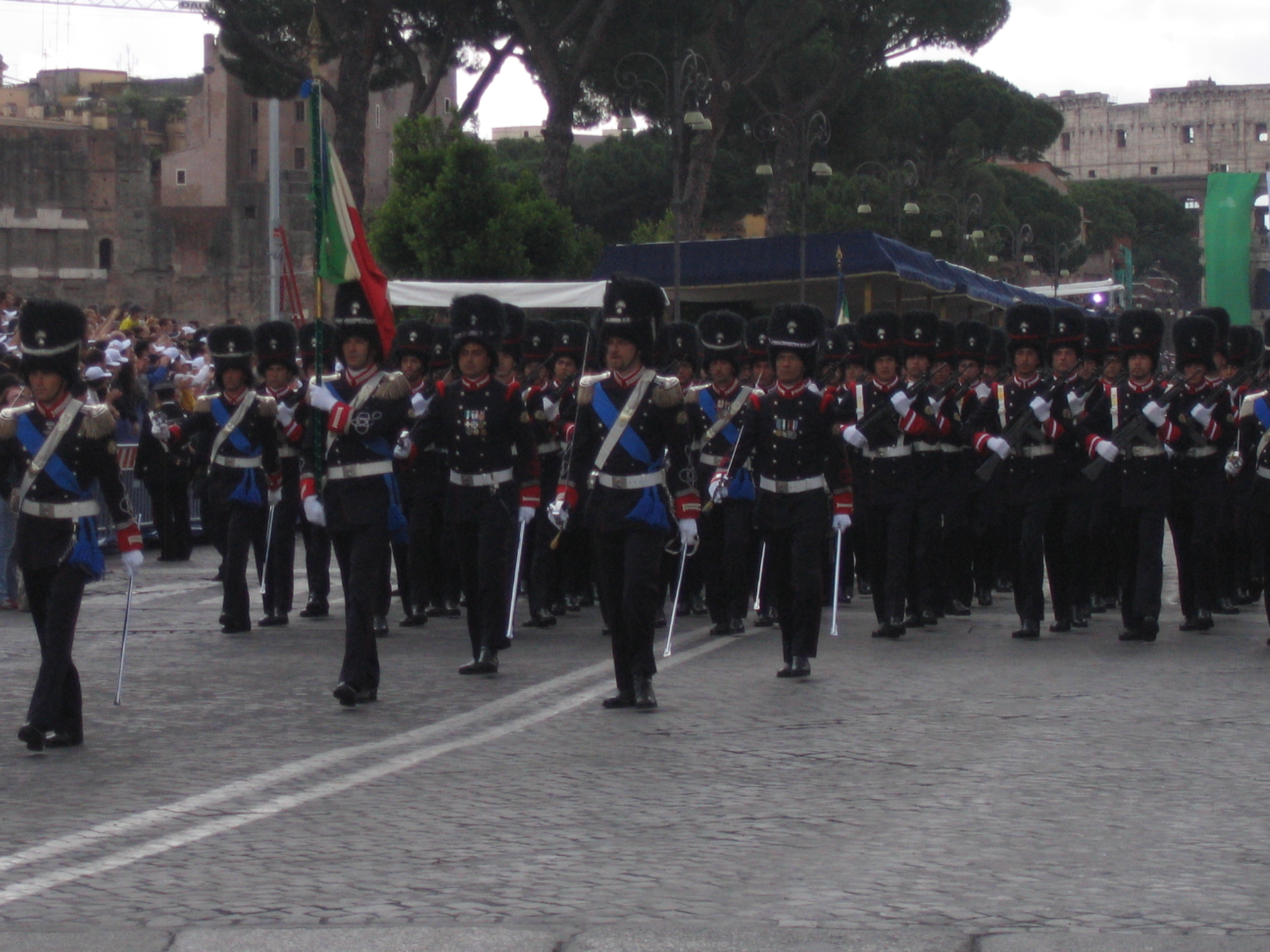
1º Reggimento "Granatieri di Sardegna" in sfilata per la Festa della Repubblica italiana il 2 giugno 2007 a Roma

### La storia recente
Con il riordinamento della Forza Armata, dal 1992 la grande unità comprende Comando, Reparto Comando e Trasmissioni, i Reggimenti 1° e 2° "Granatieri di Sardegna", 3° "Guardie", 13º Artiglieria da Campagna Semovente ed inoltre il 1º Battaglione Bersaglieri, il 6º Battaglione carri (sostituito nel 1993 dal 4º Reggimento Carri), il Battaglione Logistico, la 32ª Compagnia controcarri (sarà sciolta il 30 novembre 1992), la Compagnia Genio Guastatori. Nel 1993 reparti della brigata partecipano alla missione di pace "IBIS" in Somalia. La grande unità prende parte all'operazione "Vespri Siciliani", in concorso al mantenimento dell'ordine pubblico, dal dicembre 1993 al gennaio 1994 ed ancora nei periodi di giugno-agosto ed ottobre-dicembre 1994 e anche nel 1996 con operazioni di ordine pubblico a Catania e Caltanissetta. Il 4 ottobre 1993 il Reparto Comando e Trasmissioni diviene Reparto Comando e Supporti Tattici nel quale confluisce la Compagnia Genio Guastatori.

## Soccorso alla popolazione
- Febbraio 2012: aliquote di personale e mezzi del 1º Rgt. "Granatieri di Sardegna" sono mobilitati per l'emergenza maltempo e sono intervenuti a Roma su via Nazionale, via del Corso e nei comuni di Montelanico, Carpineto e Gorca nella provincia di Roma.[1][2]
- Si sta, inoltre, approntando una unità di soccorso civile denominata Colonna Mobile Granatieri.

## Onorificenze

### Decorazioni alla Bandiera di Guerra
Nella sua storia il 1º Reggimento "Granatieri di Sardegna" ha meritato le seguenti onorificenze alla Bandiera di guerra:
(all'Arma di Fanteria del Regio Esercito e per duplicazione a tutti i Reggimenti combattenti)»
— Roma, regio decreto 5 giugno 1920

### Decorati individuali
- Capitano Giuseppe Giacomo Cotti - Custoza, 24 giugno 1866
- Luogotenente Colonnello Annibale Boni - Custoza, 24 giugno 1866
- Sottotenente Giovanni Stuparich - Monfalcone - Oslavia - Monte Cengio, giugno 1915-31 maggio 1916
- Capitano Federico Morozzo della Rocca - Monte Cengio, 28 maggio-3 giugno 1916
- Sottotenente Carlo Stuparich - Monte Cengio, 30 maggio 1916
- Sottotenente Nicola Nisco - Malga della Cava, 31 maggio 1916
- Granatiere Agostino Setti - Selo 19-22 agosto 1917
- Capitano Vincenzo Pandolfo - Roma - Acquacetosa - Porta San Paolo, 8-9 settembre 1943
- Sottotenente Luigi Perna - Ponte della Magliana - EUR - Montagnola, 8-10 settembre 1943
- Tenente Raffaele Persichetti - Roma - Porta San Paolo, 8-10 settembre 1943
- Sottotenente Alfonso Casati - Belvedere Ostrense-Corinaldo, 21 luglio - 6 agosto 1944

## Stemma
Scudo:
Inquartato. Il primo controinquartato; a) d'argento alla croce potenziata, accantonata da quattro crocette, il tutto d'oro (di Gerusalemme); b) fasciato d'argento e d'azzurro di dieci pezzi, al leone attraversante di rosso armato, lampassato e coronato d'oro (di Lusignano); c) d'oro, al leone di rosso armato e coronato d'argento, lampassato d'azzurro (d'Armenia); d) d'argento, al leone di rosso, con la coda bifida, decussata e ridecussata (di Lussemburgo). Il secondo partito ed innestato: a) di rosso al puledro allegro d'argento spaventato e rivoltato (di Vestfalia); b) fasciato d'oro e di nero di dieci pezzi con crancelino di verde fruttato di rosso e posto in banda (di Sassonia); c) innesto d'argento a tre puntali di guaina di spada, di rosso (2-1) (d'Angria). Il terzo partito: a) d'argento seminato di plinti neri, al leone attraversante armato e lampassato di rosso (del Chiablese); b) di nero, al leone d'argento, armato e lampassato di rosso (d'Aosta). Il quarto controinquartato: a) di rosso alla croce d'argento con un lambello d'azzurro a tre pendenti (di Piemonte); b) d'argento al capo di rosso (di Monferrato); c) ai cinque punti d'oro equipollenti a quattro d'azzurro (del Genevese); d) d'argento al capo d'azzurro (di Saluzzo). Il tutto innestato in punta d'argento all'aquila di rosso, coronata dello stesso col volo abbassato sopra un monte di tre vette uscente da un mare d'azzurro (di Nizza). Sul punto d'onore uno scudetto sannitico d'argento alla croce di rosso, accantonata da quattro teste di moro, attortigliate del campo (di Sardegna). Sul tutto uno scudetto ancile d'oro caricato dall'aquila di nero, rostrata di rosso (di Moriana).
Corona turrita
Ornamenti esteriori:
lista bifida: d'oro, svolazzante, collocata sotto la punta dello scudo, incurvata con la concavità rivolta verso l'alto, riportante il motto, a lettere maiuscole di nero: "A ME LE GUARDIE!"
onorificenza: accollata alla punta dello scudo con l'insegna dell'Ordine militare d'Italia pendente al centro del nastro con i colori della stessa.
nastri rappresentativi delle ricompense al Valore: 2 Medaglie d'oro al valor militare, 3 Medaglie d'argento al valor militare, 1 Medaglia di bronzo al valor militare.

## Insegne e Simboli
- Il Reggimento indossa il fregio dei Granatieri (composto da una granata con una fiamma dritta). Al centro nel tondino è riportato il numero "1".
- Sul colletto i Granatieri non indossano le mostrine come le altre specialità dell'Esercito bensì gli Alamari. Alla base degli stessi si trova la stella argentata a 5 punte bordata di nero, simbolo delle forze armate italiane.

## Motto del Reggimento
Il motto dei Granatieri «A me le guardie!» deriva dal grido lanciato da Vittorio Emanuele, Duca di Savoia, «A me le guardie per l'onore di casa Savoia!», comandante del Reggimento Granatieri-Guardie, ai granatieri, che si lanciarono in un corpo a corpo contro gli austriaci a Goito il 30 maggio 1848 (prima guerra d'indipendenza): in quella circostanza essi decisero le sorti del combattimento. Il motto venne ridotto, dopo la proclamazione della Repubblica, all'attuale motto: "A me le guardie!"

## Festa del reggimento
18 febbraio: festa del Duca di San Pietro (tutti gli anni il Reggimento partecipa alla solenne messa in armi in memoria di Alberto Genovese, Duca di San Pietro, nella Basilica di Santa Maria degli Angeli e dei Martiri a Roma. È l'evento di maggiore importanza per il Reggimento e si svolge in maniera molto formale e sentita. Lo spettacolo è molto suggestivo, infatti i Granatieri indossano l'uniforme storica con fucili e colbacco e sfilano per le vie di Roma marciando a tempo della musica reggimentale)
18 aprile: anniversario della fondazione (anno 1659, la più antica specialità dell'esercito)

## Campagne di guerra
Guerra di Successione di Spagna
1701-1713
Guerra di Successione di Polonia
Guerra di Successione d'Austria
1742-1748
Guerra delle Alpi
1792-1796
Guerre napoleoniche
1796: Cosseria
Prima guerra d'indipendenza
1848: Pastrengo, Santa Lucia, Goito, Custoza
Seconda guerra d'indipendenza
Madonna della Scoperta
Centro-meridione
1860-61: Perugia, Ancona, Mola di Gaeta
1861-70 Brigantaggio - zone di Itri, Fondi e Sperlonga
Terza guerra d'indipendenza
1866 Custoza
Eritrea
1895-97
Libia
1911-12
Prima guerra mondiale
1915: Monfalcone (giugno-luglio), M. Sabotino, Oslavia (novembre)
1916: Oslavia (marzo), M. Cengio (giugno), M. S. Michele - Nad Logen (agosto), S.Grado di Merna
1917: Regione Fornaza (maggio-giugno), Stariokwa-Selo (agosto), Bertiolo-Flambro (ottobre)
1918: Capo Sile (gennaio), delta del Piave (luglio), battaglia di Vittorio Veneto
Seconda guerra mondiale
1940: Battaglia delle Alpi Occidentali
1941-42: dal maggio 1941 al novembre 1942 assolve compiti di presidio in Jugoslavia
1942-43: territorio nazionale
Liberazione
1943: dall'8 al 10 settembre prende parte con tutte le unità dipendenti alla difesa di Roma
1944-45: territorio nazionale

## Persone legate al Reggimento
- Giani Stuparich
- Rodolfo Graziani, futuro Maresciallo d'Italia, nel 1906 ha prestato servizio nel reggimento come ufficiale
- Attilio Friggeri
- Federico Morozzo della Rocca
- Antonio Gandin
- Giovanni Carlo Odino